# Перисбург (Охајо)
Перисбург (енгл. Perrysburg) град је у америчкој савезној држави Охајо.

## Демографија
По попису из 2010. године број становника је 20.623, што је 3.678 (21,7%) становника више него 2000. године.
| Група             | 2000.          | 2010.          |
| Белци             | 15.979 (94,3%) | 18.770 (91,0%) |
| Афроамериканци    | 174 (1,0%)     | 297 (1,4%)     |
| Азијати           | 300 (1,8%)     | 632 (3,1%)     |
| Хиспаноамериканци | 348 (2,1%)     | 657 (3,2%)     |
| Укупно            | 16.945         | 20.623         |